# Jurij Baturin
Jurij Michajłowicz Baturin, ros. Юрий Михайлович Батурин (ur. 12 czerwca 1949 w Moskwie) – rosyjski polityk, prawnik, politolog i kosmonauta.

## Życiorys

### Wykształcenie
- 1966 – ukończył z wyróżnieniem specjalną szkołę języka angielskiego.
- 1973 – został absolwentem studiów na Wydziale Aerofizyki i Badań Kosmicznych w Moskiewskim Instytucie Fizyczno-Technicznym o specjalności „dynamika lotu i jej kontrola”.
- 1980 – ukończył studia na Moskiewskiej Akademii Prawa, specjalność – „prawodawstwo”.
- 1981 – uzyskał specjalizację dziennikarza na Uniwersytecie Moskiewskim.
- 1985 – obronił pracę doktorską z dziedziny nauk prawnych (temat: „prawo komputerowe”).
- 2000 – ukończył specjalistyczne kursy w Wojskowej Akademii Sztabu Generalnego Rosyjskich Sił Zbrojnych.
- 2005 – ukończył studia w Akademii Dyplomatycznej przy MSZ Federacji Rosyjskiej.

### Kariera zawodowa
Od 1980 do 1990 roku pracował w Instytucie Państwa i Prawa Akademii Nauk ZSRR jako młodszy, a następnie starszy badacz. Od maja 1990 roku do stycznia 1992 na stanowisku asystenta konsultanta prezydenta ZSRR, a następnie jako asystent prezydenta Rosji Borysa Jelcyna w kwestiach prawnych i bezpieczeństwa narodowego. Od 25 lipca 1996 do 28 sierpnia 1997 sekretarz Rady Obrony Rosji. Wykładowca w Moskiewskim Państwowym Instytucie Stosunków Międzynarodowych.
Od stycznia 1996 uczestniczył w programie szkoleń w Centrum Wyszkolenia Kosmonautów im. J. Gagarina zakończonym przyznaniem uprawnień kosmonauty-badacza.
Od 28 grudnia 2008 jest członkiem Rady Naukowej Rady Bezpieczeństwa Federacji Rosyjskiej.
Jest poliglotą. Posługuje się językami: angielskim, szwedzkim, japońskim, francuskim, niemieckim i serbsko-chorwackim.

### Publikacje
Autor wielu książek z dziedziny nauk politycznych, prawa i cybernetyki, ponad stu artykułów naukowych. Napisał między innymi książkę o swoim ojcu Dossier Zwiadowcy (2005). Autor dwóch filmów dokumentalnych: Na słowie honoru i na jednym skrzydle (1997) i Drabina do nieba (2000).

### Loty załogowe
Został 385. człowiekiem w kosmosie i 90. sowieckim kosmonautą.
Brał udział w dwóch misjach kosmicznych:
- Sojuz TM-28
- Sojuz TM-32

### Wykaz lotów
| Loty kosmiczne, w których uczestniczył Jurij M. Baturin       | Loty kosmiczne, w których uczestniczył Jurij M. Baturin | Loty kosmiczne, w których uczestniczył Jurij M. Baturin | Loty kosmiczne, w których uczestniczył Jurij M. Baturin | Loty kosmiczne, w których uczestniczył Jurij M. Baturin | Loty kosmiczne, w których uczestniczył Jurij M. Baturin | Loty kosmiczne, w których uczestniczył Jurij M. Baturin |
| Numer                                                         | Data startu                                             | Statek kosmiczny                                        | Data lądowania                                          | Statek kosmiczny                                        | Funkcja                                                 | Czas trwania                                            |
| ------------------------------------------------------------- | ------------------------------------------------------- | ------------------------------------------------------- | ------------------------------------------------------- | ------------------------------------------------------- | ------------------------------------------------------- | ------------------------------------------------------- |
| 1                                                             | 13 sierpnia 1998                                        | Sojuz TM-28                                             | 28 lutego 1999                                          | Sojuz TM-27                                             | kosmonauta – badacz                                     | 11 dni, 19 godzin, 41 minut                             |
| 2                                                             | 28 kwietnia 2001                                        | Sojuz TM-32                                             | 31 października 2001                                    | Sojuz TM-31                                             | inżynier pokładowy                                      | 7 dni, 22 godziny, 04 minuty                            |
| Łączny czas spędzony w kosmosie – 19 dni, 17 godzin, 45 minut |                                                         |                                                         |                                                         |                                                         |                                                         |                                                         |

### Odznaczenia i nagrody

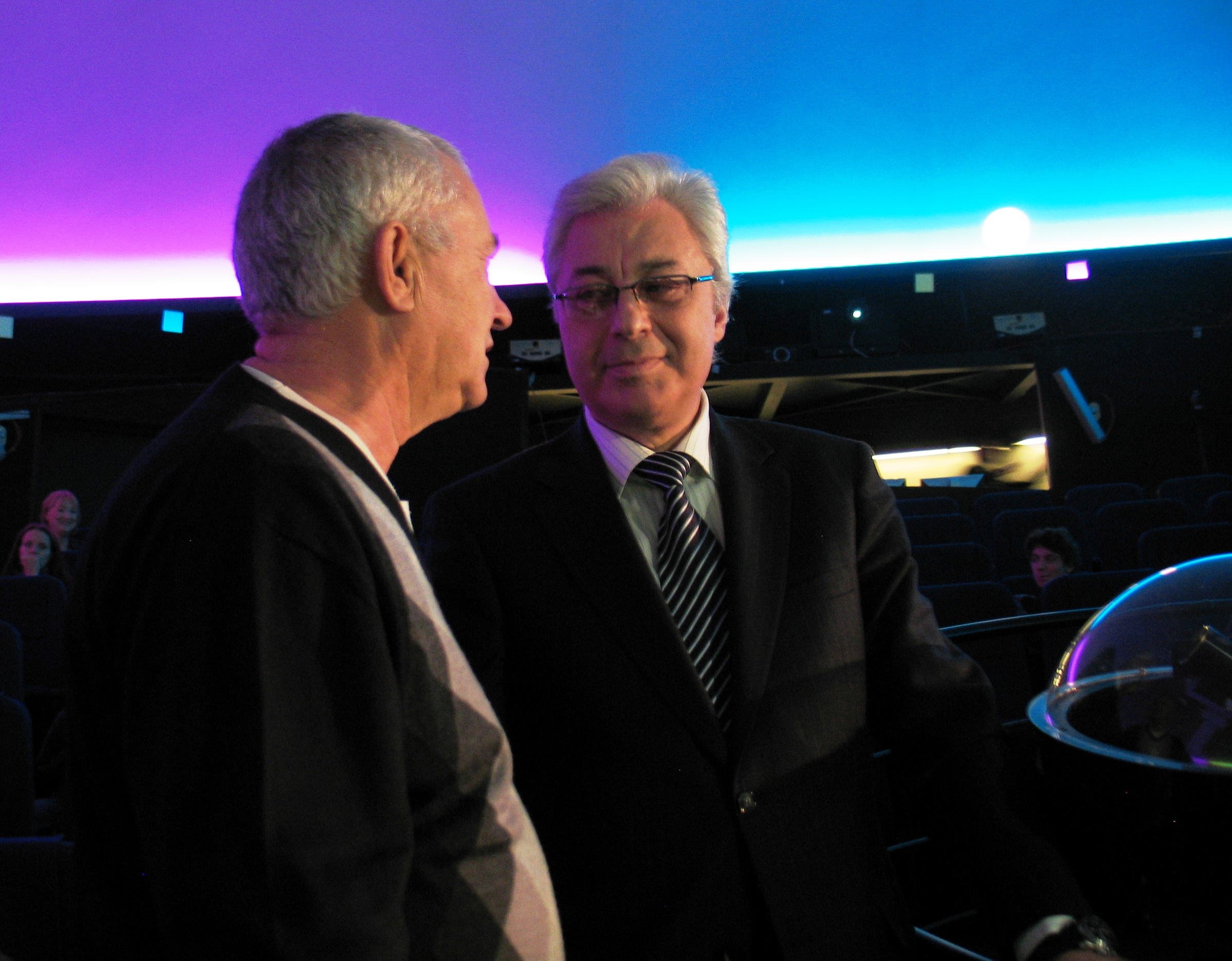
Z Jurijem Siłajewem na 5. Festiwalu Filmów Rosyjskich „Sputnik nad Polską” w Warszawie (20 listopada 2011)

Wielokrotnie odznaczany i nagradzany. Otrzymał m.in.:
- Bohater Federacji Rosyjskiej (przyznany 28 września 2001) – „za odwagę i bohaterstwo w realizacji międzynarodowych lotów kosmicznych”.
- Order Męstwa – (przyznany 25 grudnia 1998).
- Medal „Za zasługi w podboju kosmosu” (12 kwietnia 2011).
- Medal Jubileuszowy „300 lat Rosyjskiej Floty”.
- Medal „Na pamiątkę 850-cia lecia Moskwy”.
- Tytuł Pilota Kosmonauty Federacji Rosyjskiej (przyznany 25 grudnia 1998).
- Order „Przyjaźń” (1998) – przyznany przez prezydenta Kazachstanu.
- Order „Lampart” I stopnia (2002) – przyznany przez prezydenta Kazachstanu.
- Universal Astronaut Insignia za lot orbitalny (nr 382) – Stowarzyszenie Uczestników Lotów Kosmicznych (Association of Space Explorers(inne języki))[2]

### Życie prywatne
Jest synem Michaiła Matwiejewicza Baturina (1904-1978) pułkownika, funkcjonariusza OGPU później NKWD i Natalii Nikołajewnej ze Smolnikowych (1925) – bibliotekarki. Ożeniony ze Swietłaną Paułbińską, pracownicą naukową Rosyjskiej Akademii Nauk, z którą ma córkę Aleksandrę Irenę (1982).